# Pulaski megye (Illinois)
Pulaski megye az Amerikai Egyesült Államokban, azon belül Illinois államban található. Megyeszékhelye Mound City, legnagyobb városa Mounds. Lakosainak száma 5193 fő (2020. április 1.).

## Szomszédos megyék
- Union megye (észak)
- Johnson megye (északkelet)
- Massac megye (kelet)
- Ballard megye (délkelet)
- Alexander megye (nyugat)
- McCracken megye

## Népesség
A megye népességének változása:
| Lakosok száma | 6140 | 6003 | 5960 | 5908 | 5678 | 5193 |
|               | 2010 | 2011 | 2012 | 2013 | 2015 | 2020 |